# Scheffold-Gymnasium Schwäbisch Gmünd
Das Scheffold-Gymnasium Schwäbisch Gmünd ist ein achtjähriges Gymnasium mit offenen Ganztagsangeboten in Schwäbisch Gmünd-Bettringen. Es führt direkt zur allgemeinen Hochschulreife. Das Scheffold-Gymnasium bietet ein sprachliches Profil, ein naturwissenschaftliches Profil und ein Musikprofil.

## Geschichte

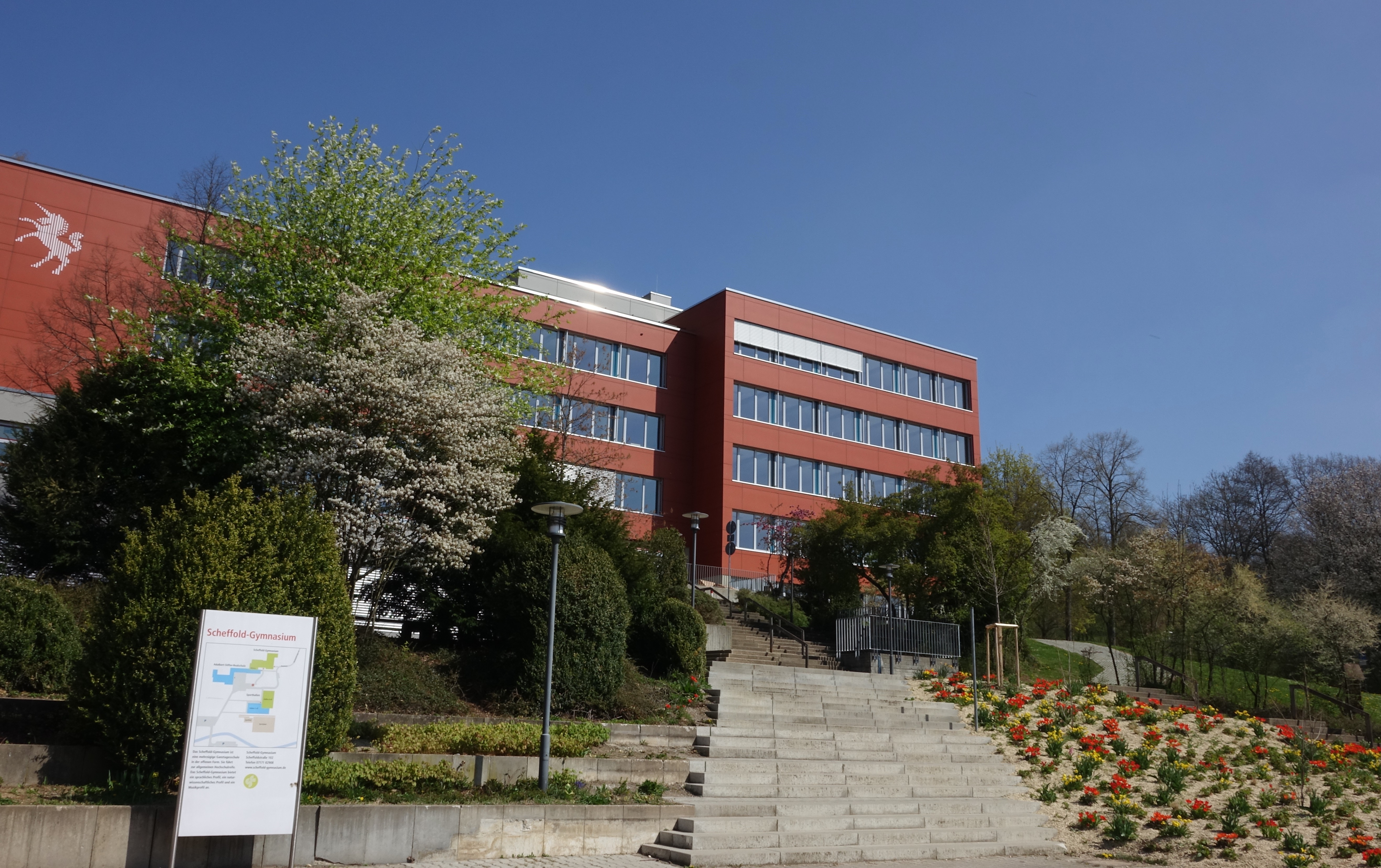
Scheffold-Gymnasium im Frühling

Im Februar 1966 stellte der Gemeinderat dem Parler-Gymnasium für das Schuljahr 1966/1967 sieben zusätzliche Unterrichtsräume in der Stauferschule zur Verfügung. Was als Provisorium gedacht war, führte zum Bau eines dritten Gymnasiums in Schwäbisch Gmünd. Ein ausgedehntes Hanggelände zwischen Dreifaltigkeitsfriedhof und Unterbettringen bot günstige räumliche Voraussetzungen mit fast unbegrenzten Erweiterungsmöglichkeiten. Oberbürgermeister Hansludwig Scheffold setzte sich mit viel Überzeugungskraft ein, dass auf den weitläufigen Weideflächen ein ausbaufähiges Schulzentrum mit Gymnasium, Realschule und gegebenenfalls noch anderen Schularten (Berufsschulzentrum) entstehen sollte. Einstimmig wurde ein entsprechender Antrag der Stadtverwaltung am 21. Juli 1966 angenommen. Im Sommer 1968 begannen die Bauarbeiten. Nachdem das Gymnasium eigentlich nach dem in Gmünd geborenen Maler Jörg Ratgeb benannt werden sollte, führte der Tod von Hansludwig Scheffold am 15. August 1969 zu einem Umdenken. Um sein Gedächtnis zu erhalten, fasste der Gemeinderat am 18. September 1969 den Beschluss, das neue Gymnasium in Scheffold-Gymnasium umzubenennen. Am 13. August 1970 wurde Peter Spranger zum ersten Schulleiter ernannt. Bezugsfertig war das Gymnasium erst am 14. September 1971. Die offizielle Einweihung mit 533 Schülern fand dann am 1. Oktober 1971 statt. 2011 erhielt das Scheffold-Gymnasium eine neue Mensa. Zum Jubiläum des 40-jährigen Bestehens führte man mit Chören, Orchester und Solisten des Gymnasiums im Stadtgarten das Stück „Der Mond“ von Carl Orff auf.

## Lage

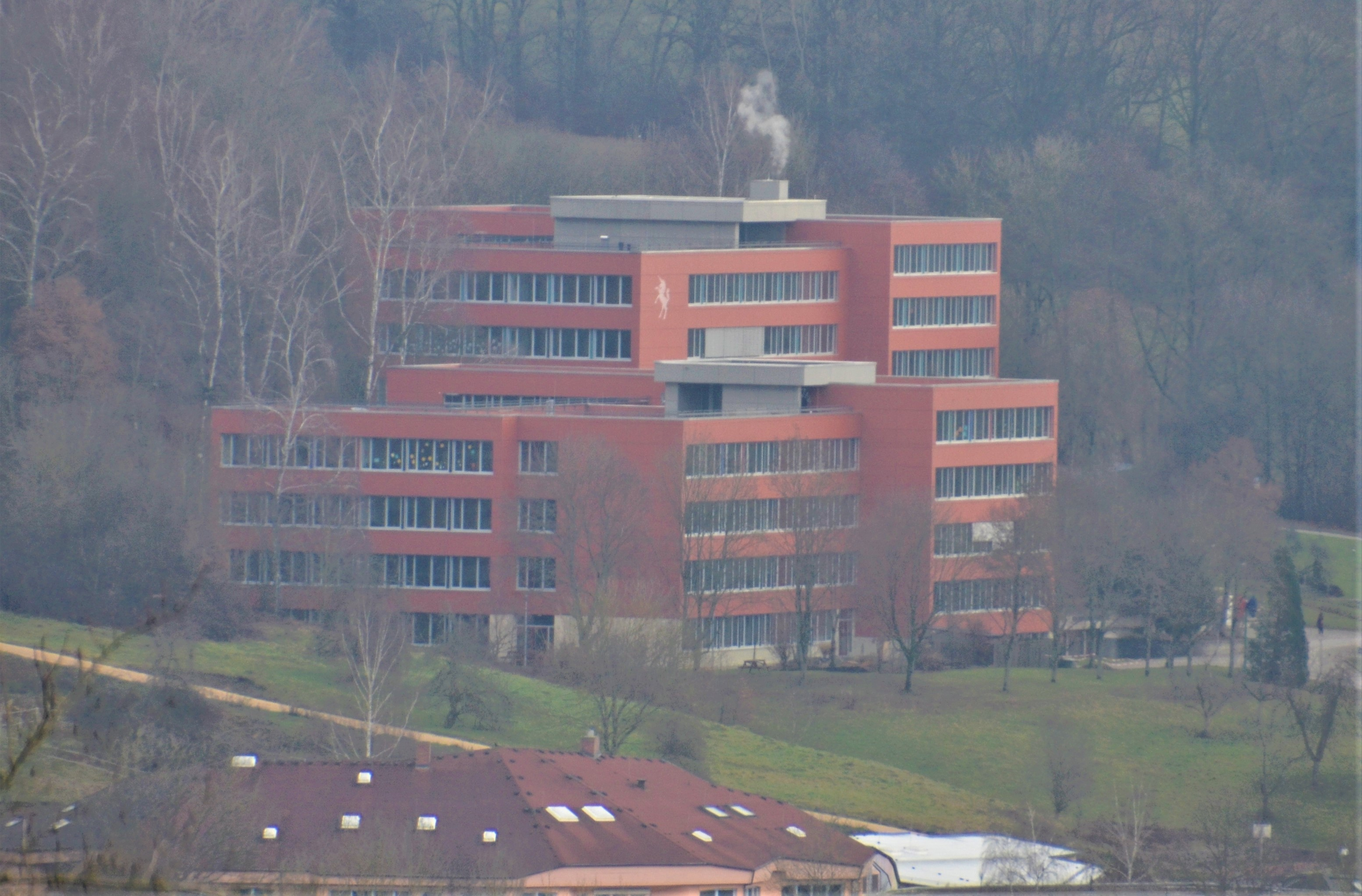
Adalbert-Stifter-Realschule und Scheffold-Gymnasium von der Trasse der ehemaligen Hohenstaufenbahn aufgenommen.

Das Scheffold-Gymnasium liegt zusammen mit der Adalbert-Stifter-Realschule am südöstlichen Rand der Kernstadt von Schwäbisch Gmünd. Es ist an das Netz des Öffentlichen Personennahverkehrs angebunden und mit den umliegenden Stadtteilen und Gemeinden verbunden.

## Die Schule heute

### Ganztagesschule
In der offenen Ganztagsschule ist die Betreuung von Montag bis Donnerstag in der Zeit zwischen 7.45 Uhr und etwa 15.35 Uhr gewährleistet. An diesen Tagen wird in der Mensa ein warmes Mittagessen angeboten. Außerdem gibt es eine Hausaufgabenbetreuung für die Unterstufe sowie ein Nachmittagsprogramm mit verschiedenen Arbeitsgemeinschaften, wie Sport, Theater, Musik, Kunst und Tablet.

### Musikzug von Klasse 5–7
Im Musikzug des Gymnasiums wird zunächst eine Stunde mehr Musik unterrichtet. Zur Förderung musikalisch begabter Schüler bietet die Schule die Möglichkeit, in verschiedenen Musikgruppen (Chöre, Orchester, Big Band, Bläsergruppe) zu musizieren. Die Musikgruppen sind bekannt für ihre Musical- und Opernprojekte und vertraten die Schule erfolgreich bei den Schulorchester- und Schulmusiktagen auf Landesebene. Ab Klasse 8 beginnt das Musikprofil mit Musik als vierstündigem Hauptfach. Die Wahl dieses Zuges steht für alle Schüler offen. In der Kursstufe kann Musik als Kernfach weitergeführt und mit der schriftlichen und fachpraktischen Abiturprüfung abgeschlossen werden.

### Profilwahl ab der 8. Klasse
In der Klasse 5 beginnen alle Schülerinnen und Schüler mit der ersten Fremdsprache Englisch. In der 6. Klasse folgen Französisch oder Latein als zweite Fremdsprachen. In der achten Klasse wählt jeder Schüler seinen individuellen Neigungsschwerpunkt: das Musikprofil mit Musik als vierstündigem Hauptfach, das sprachliche Profil mit Spanisch als dritter Fremdsprache oder das naturwissenschaftliche Profil mit dem Hauptfach Naturwissenschaft und Technik. Außerdem wird ab Klasse 9 zusätzlich Italienisch als weitere Fremdsprache angeboten. Begabte Schüler können in Kooperation mit dem Landesgymnasium für Hochbegabte Schwäbisch Gmünd an der Begabtenförderung an Gmünder Gymnasien teilnehmen. Hierbei werden bestimmte zusätzliche Kurse angeboten, bei denen sich die Schüler in den Bereichen vertiefen können.

### Schwerpunkte und Projekte
- In dem vom Kultusministerium des Landes Baden-Württemberg ausgezeichneten und zertifizierten Projekt „Hilfe, die Grenzen überschreitet“ lernen die Schüler, sich im sozialen Bereich zu engagieren.
- In jeder Klassenstufe werden Veranstaltungen zur Stärkung der Persönlichkeit angeboten, auch zur Medien-, Gewalt- und Suchtprävention.
- Die Schule unterhält einen Schüleraustausch mit Schulen in Italien, Frankreich und Argentinien.
- Mit der Firma Weleda, der Stadtbibliothek, mit Bosch und weiteren Partnern aus der Industrie werden regelmäßig Projekte durchgeführt, auch mit Kirchen, Vereinen und Sportverbänden arbeitet die Schule für Veranstaltungen und Projekte zusammen.

## Persönlichkeiten

### Bisherige Schulleiter
- 1970–1990 Peter Spranger
- 1991–2000 Adalbert Vogt
- 2000–2016 Reinhold Müller
- seit 2016 Bernd Gockel

### Weitere Persönlichkeiten
- Tina Stroheker (* 1948), Schriftstellerin, Lehrerin an der Schule
- Richard Arnold (* 1959), Oberbürgermeister der Stadt Schwäbisch Gmünd, Schüler[3]
- Tim Bückner (* 1983), Politiker (CDU)